# Australothele magna
Australothele magna är en spindelart som beskrevs av Raven 1984. Australothele magna ingår i släktet Australothele och familjen Dipluridae.
Artens utbredningsområde är Queensland. Inga underarter finns listade.